# Czahar Mahal wa Bachtijari
Czahar Mahal wa Bachtijari (pers. ‏‏استان چهارمحال و بختیاری‎) – ostan w środkowo-zachodnim Iranie, w górach Zagros. Stolica stanu to Szahr-e Kord.
- Powierzchnia: 16 328,3 km²
- Ludność: 895 263 (spis 2011)

Klimat tego ostanu to podzwrotnikowy kontynentalny, suchy, w którym zaznacza się dość wyraźnie piętrowość. Główną rzeką przepływającą przez ten region jest Karun, natomiast roślinność tworzą niskie, suche lasy oraz trawiaste zbiorowiska stepów górskich. Podstawę gospodarki w tym regionie kraju stanowi słabo rozwinięte rolnictwo.